# Pan European Game Information

Pan European Game Information (скорочено PEGI) — європейська рейтингова система відеоігор та іншого розважального програмного продукту. Вона була розроблена Європейською федерацією інтерактивного програмного забезпечення і набрала чинності у квітні 2003 року. Система замінила багато національних рейтингових систем на єдину європейську.

## Опис
Систему використовують понад 30 держав, хоча не накладають обмежень на продажі відеоігор. Сам рейтинг складається з п'яти вікових категорій та з восьми коротких описів, що присвоюються на основі оцінки вмісту гри. Він надрукований на упаковці диска, міститься в рекламі і демонстраційних роликах, а також вказаний на сайті гри чи в цифрових магазинах.
Використання системи необов'язкове, розробник сам приймає рішення про відправлення продукту на оцінку. Для того щоб продукт отримав рейтинг, компанія-розробник заповнює анкету, яку згодом оцінює Нідерландський інститут класифікації аудіовізуальної медіапродукції.

## Віковий рейтинг
PEGI має 5 вікових категорій. У Португалії система класифікації фільмів і система PEGI конфліктували між собою через збіги вікових рейтингів, тому дві категорії 3+ та 7+ було змінено на 4+ та 6+ відповідно. Також ще однією країною, де рейтинг відрізняється від стандарту, є Фінляндія. До 1 січня 2007 року там категорії 12+ та 16+ було змінено на 11+ та 15+. Проте після 1 січня 2007 року Фінляндія змінила своє законодавство, щоб повністю відповідати PEGI, але категорія 15+ залишилася.
| Держава    | 3 | 7 | 12 | 16 | 18 |
| ---------- | - | - | -- | -- | -- |
| Типовий    |   |   |    |    |    |
| Португалія |   |   |    |    |    |
| Фінляндія  |   |   |    |    |    |

### Короткі описи
| Значок                                                                   | Короткий опис | Пояснення | Приклади ігор |
| ------------------------------------------------------------------------ | ------------- | --- | --- |
|                                                                          | Лихослів'я    | Продукт містить ненормативну лексику, згадування сексуальних відносин, погрози, та іншу лайку і «вульгарні» епітети.             | Grand Theft Auto IV, Fallout 3, Call of Duty: World at War, Mafia: The City of Lost Heaven, Midnight Club: Los Angeles                                                                                            |
| upload.wikimedia.org/wikipedia/en/4/48/PEGI_Discrimination_annotated.svg | Дискримінація | Гра зображує погрози чи переслідування за расовою, етнічною, гендерною чи сексуальною приналежністю.                             | Original War, Postal 2: Apocalypse Weekend, Postal 2: Share the Pain, SWAT: Target Liberty |
| upload.wikimedia.org/wikipedia/de/7/70/PEGI_Drugs.svg                    | Наркотики     | Гра зображує нелегальні наркотики або інші заборонені речовини, в тому числі вигадані, що нагадують справжні.                    | Grand Theft Auto, Fallout 2, Deus Ex: Invisible War, The Warriors, NARC |
| upload.wikimedia.org/wikipedia/de/7/71/PEGI_Fear.svg                     | Страх         | Продукти містить сцени, які передбачувано лякають, надто збуджують підлітків, або емоційно нестійких дорослих гравців.           | Coraline, NiGHTS: Journey of Dreams, Silent Debuggers, Ico, Bionicle Heroes, Garfield's Nightmare |
|                                                                          | Секс          | Гра містить сцени зі статевими стосунками. Також може містити зображення оголення або жінок, що одягнені у «провокаційний» одяг. | Singles: Flirt Up Your Life, Leisure Suit Larry, Fallout 2, Playboy: The Mansion, BMX XXX, God of War, The Sopranos: Road to Respect, The Sims 3                                                                  |
| upload.wikimedia.org/wikipedia/de/9/99/PEGI_violence.svg                 | Насилля       | Гра містить сцени насилля, смерті або постійної стрілянини. Може містити кров та розчленування.                                  | Grand Theft Auto, Fallout 2, всі ігри із серії Doom (Doom, Doom II: Hell on Earth, Final Doom, Doom 3), Resistance: Fall of Man, Max Payne 2, Mortal Kombat, God of War , Counter-Strike: Source, Devil May Cry 4 |
| upload.wikimedia.org/wikipedia/de/7/71/PEGI_Gambling.svg                 | Азартні ігри  | Продукт містить ігри, які граються на справжні або внутрішньоігрові гроші.                                                       | 42 All-Time Classics, Fallout 2, God Hand, Street Hoops, Grand Theft Auto: San Andreas, Juiced 2: Hot Import Nights, BioShock                                                                                     |

## Держави, що використовують PEGI
Система рейтингів використовується в 32 європейських країнах та Ізраїлі.
| Держава         | Формально визнано | Юридично здійснювана | Місцеві рейтингові системи | Примітки                                                                    |
| --------------- | ----------------- | -------------------- | -------------------------- | --------------------------------------------------------------------------- |
| Австрія         | Так               | Частково             |                            |                                                                             |
| Бельгія         | Так               | Ні                   |                            |                                                                             |
| Болгарія        | Так               | Ні                   |                            |                                                                             |
| Кіпр            | Так               | Ні                   |                            |                                                                             |
| Чехія           | Так               | Ні                   |                            |                                                                             |
| Данія           | Так               | Ні                   |                            |                                                                             |
| Естонія         | Так               | Ні                   |                            |                                                                             |
| Фінляндія       | Так               | Так                  | VET/SFB                    | VET/SFB використовується тоді, коли гра неоцінена PEGI.                     |
| Франція         | Так               | Ні                   |                            |                                                                             |
| Греція          | Так               | Ні                   |                            |                                                                             |
| Німеччина       | Ні                | Ні                   | USK                        |                                                                             |
| Угорщина        | Так               | Ні                   |                            |                                                                             |
| Ісландія        | Так               | Ні                   |                            |                                                                             |
| Ірландія        | Так               | Ні                   | IFCO                       |                                                                             |
| Ізраїль         | Так               | Ні                   |                            |                                                                             |
| Італія          | Так               | Ні                   |                            |                                                                             |
| Латвія          | Так               | Ні                   |                            |                                                                             |
| Литва           | Так               | Ні                   |                            |                                                                             |
| Люксембург      | Так               | Ні                   |                            |                                                                             |
| Мальта          | Так               | Ні                   |                            |                                                                             |
| Нідерланди      | Так               | Так                  |                            |                                                                             |
| Норвегія        | Так               | Ні                   |                            | Деякі продавці не продають ігри особам, що не досягли рекомендованого віку. |
| Польща          | Так               | Ні                   |                            |                                                                             |
| Португалія      | Так               | Ні                   | IGAC                       |                                                                             |
| Румунія         | Так               | Ні                   |                            |                                                                             |
| Росія           | Ні                | Ні                   | RARS                       | Використовують тільки якщо гра видається закордонним видавцем.              |
| Словаччина      | Так               | Ні                   |                            |                                                                             |
| Словенія        | Так               | Ні                   |                            |                                                                             |
| Україна         | Ні                | Ні                   |                            | Використовують тільки якщо гра видається закордонним видавцем.              |
| Іспанія         | Так               | Ні                   |                            |                                                                             |
| Швеція          | Так               | Ні                   |                            |                                                                             |
| Швейцарія       | Так               | Ні                   |                            |                                                                             |
| Велика Британія | Так               | Ні                   | BBFC                       |                                                                             |